# Judy in Disguise (With Glasses)
Pistes de Agnes English
Up and Down Off the Wall
Judy in Disguise (With Glasses) est une chanson du groupe louisianais John Fred and his Playboy Band, et fut un hit au début de l'année 1968. La chanson a été co-écrite par Fred et Andrew Bernard.
La chanson est composée de cordes, de cuivres, d'un sitar, d'un piano, d'une basse, d'une guitare, d'une batterie et notamment de sons de respiration. Le titre est un clin d’œil à la chanson Lucy in the Sky with Diamonds.
Les autres membres du groupe n'ont pas apprécié la fin lente et abrupte de la chanson, où Fred chante la ligne finale: « I guess I'll just take your glasses ».
La chanson a atteint le sommet des classements aux États-Unis, en Allemagne et en Suisse. Elle atteindra également la troisième place des charts au Royaume-Uni.
Une version espagnole de la chanson a été écrite par Julio Guiu Sr. pour le groupe Los Quando's en 1968. Cette version figure sur l'un de leurs EP et a pour titre Judy con disfraz.
Le groupe Gary Lewis and the Playboys a repris la chanson sur son album Gary Lewis Now!. Les Silicon Teens, un groupe britannique virtuel appartenant aux genres électronique, new wave et pop, et créé par le fondateur de Mute Records, Daniel Miller, ont publié une version electropop du titre en 1979. Jello Biafra a réalisé une version live de la chanson en 2015. Elle figure sur son album live de reprises Walk on Jindal's Splinters.